# Ostatni samarytanin
Ostatni Samarytanin, ang. The Lost Samaritan – niemiecki film z 2008 roku w reżyserii Thomasa Jahna.
Opowiada o losach księgowego Williama Archera, który wplątuje się w nieprzyjemny konflikt z mafią.

## Treść
Główny bohater Will Archer (w tej roli Ian Somerhalder) toczy zwyczajne życie księgowego. Któregoś dnia szef Willa prosi go by uzupełnił za niego jego papiery by ten mógł iść na randkę. Will pracuje do późna i gdy wraca do domu zastaje swoją żonę w objęciach szefa Terry'ego Baskinsa (Jens Neuhaus). Nie zauważony przez nich wychodzi z domu i w barze poznaje kelnerkę Elle Haas (Ruta Gedmintas). Dziewczyna zakochuje się w nim i oboje sądzą, że to przeznaczenie. Niestety przez wcześniejsze uratowanie przypadkowego mężczyzny z wypadu samochodowego zostaje celem dwuosobowej mafii, którą kieruje Trevor Devlin wraz ze wspólnikiem Mannym Rodriguesem. Mężczyźni za wszelką cenę chcą zabić Willa. Włamują się do jego domu i myśląc, że zabijają Willa zabijają jego żonę wraz z jej kochankiem. Potem czekają na Willa w jego domu, a gdy ten wraca po swoje rzeczy jeden z nich atakuje go. Elle zabija Mannego w obronie własnej i Willa. Po czym Will i jego nowa dziewczyna wpadają w dodatkowy konflikt z FBI, które podejrzewa Willa o zmasakrowanie agenta FBI, własnej żony oraz jej kochanka.

## Obsada
- Ian Somerhalder − Will Archer
- Ruta Gedmintas − Elle Haas
- Oliver Debushewitz − Many Rodrigues
- David Scheller − Trevor Devlin
- Duluce Smart − Kat Vasquez
- Anna Fin − Maddie Archer
- Jens Neuhaus − Terry Baskin
- Melissa Holroyd – Janie
- Ben Posener – Allan Robins
- Fred Hady – James Heron